# Ryuji Yamazaki
Pour les articles homonymes, voir Yamazaki.
Ryuji Yamazaki (山崎 竜二, Yamazaki Ryūji) est un personnage développé par SNK et apparu dans les univers Fatal Fury et The King of Fighters,. Yamazaki est d'abord introduit en tant que demi boss dans Fatal Fury 3: Road to the Final Victory, un criminel tout juste sorti de prison. Dans le jeu, Yamazaki est engagé par les frères Jin pour être leur garde du corps et retrouver les parchemins sacrés de Qin, parchemins capables de donner l'immortalité à son utilisateur,.
Dans les titres suivants, Yamazaki ne travaille pour personne, il se distrait en commettant des crimes. Il devient ensuite un personnage de The King of Fighters, dans lequel il participe aux tournois annuels de certains jeux de hasard par le seigneur du crime de Southtown, Geese Howard. Dans The King of Fighters '97, Yamazaki fait équipe avec deux autres personnages de Fatal Fury : Blue Mary et Billy Kane,. Il est plus tard révélé dans le jeu qu'il est lié au clan d'Orochi. Il revient plus tard en tant que personnage jouable dans Capcom vs. SNK: Millennium Fight 2000 et Capcom vs. SNK 2: Mark of the Millennium 2001. Dans The King of Fighters 2003, il refait équipe avec Billy et sont accompagnés de Gato. Yamazaki apparait également dans The King of Fighters XIV en DLC. Revenant encore une fois dans The King of Fighters XV, Yamazaki intègre l'équipe South Town aux côtés de Geese et Billy (son partenaire récurrent) a la requête de Hein.

## Apparitions
- 1995 - Fatal Fury 3: Road to the Final Victory
- 1995 - Real Bout Fatal Fury
- 1997 - Real Bout Fatal Fury Special
- 1997 - The King of Fighters '97
- 1998 - The King of Fighters '98: The Slugfest
- 1998 - Real Bout Fatal Fury 2: The Newcomers
- 1999 - Fatal Fury: Wild Ambition
- 2000 - Capcom vs. SNK: Millennium Fight 2000
- 2001 - Capcom vs. SNK 2: Mark of the Millennium 2001
- 2002 - The King of Fighters 2002: Challenge to Ultimate Battle
- 2003 - The King of Fighters 2003
- 2016 - The King of Fighters XIV
- 2022 - The King of Fighters XV

## Caméos
- 1995 - The King of Fighters '95 (dans le stage « Japan Team »)
- 2002 - The King of Fighters 2002: Challenge to Ultimate Battle (affiché sur un poster « Wanted » dans le stage au Mexique)
- 2004 - The King of Fighters: Maximum Impact (apparition dans le fond d'un stage)
- 2006 - KOF: Maximum Impact 2 (apparition dans le fond d'un stage)
- 2010 - The King of Fighters XIII (affiché sur un poster « Wanted » dans le stage à Londres)
- 2014 - The King of Fighters '94: Rebout (apparition dans le fond d'un stage)